# Uni-Laman Odessa
Uni-Laman Odessa (ukr. Міні-футбольний клуб «Юні-Ламан» Одеса, Mini-Futbolnyj Kłub "Juni-Łaman" Odesa) – ukraiński klub futsalu, mający siedzibę w mieście Odessa. W sezonie 2016/17 występował w futsalowej Ekstra-Lidze Ukrainy.

## Historia
Chronologia nazw:
- 2008: Uni-Laman Group Odessa (ukr. «Юні-Ламан-Груп» Одеса)
- 2015: Uni-Laman Odessa (ukr. «Юні-Ламан» Одеса)

Klub futsalowy Uni-Laman Group Odessa został założony w Odessie w 2008 roku i reprezentował firmę Uni-Laman Group. Najpierw zespół startował w mistrzostwach miasta. W sezonie 2011/12 zespół zdobył brązowe medale mistrzostw oraz Superpuchar "Białe akacje". W następnym sezonie został wicemistrzem Odessy. W sezonie 2014/15 po raz zdobył brązowe medale mistrzostw oraz Puchar i Superpuchar Odessy. Potem klub skrócił nazwę do Uni-Laman Odessa i w sezonie 2015/16 klub debiutował w profesjonalnych rozgrywkach Pierwszej Ligi. Do klubu dołączyli zawodnicy innej odeskiej drużyny Trance-Ocean. Po zakończeniu rozgrywek został brązowym medalistą. W następnym sezonie 2016/17 klub przystąpił do rozgrywek Ekstra-ligi, zajmując ostatnie 10.miejsce. Kolejny sezon 2017/18 klub nie dokończył. 2 listopada 2017 klub ogłosił o rezygnacji z dalszych rozgrywek z powodu problemów finansowych.
Obecnie gra w rozgrywkach amatorskich ukraińskiego futsalu.

## Barwy klubowe, strój
| Pomarańczowy | Biały |

Zawodnicy klubu zazwyczaj grali swoje mecze domowe w pomarańczowych lub niebieskich strojach.

## Sukcesy

### Trofea międzynarodowe
Nie uczestniczył w rozgrywkach europejskich (stan na 31-05-2018).

### Trofea krajowe
| \| \| Zdobyte trofea w rozgrywkach Ukrainy (stan na: 31-05-2018) \| |                                                            |      |          |
| Rozgrywki                                                           | Osiągnięcie                                                | Razy | Sezon(y) |
| · Mistrzostwo                                                       | I miejsce                                                  | 0    |          |
| · Mistrzostwo                                                       | II miejsce                                                 | 0    |          |
| · Mistrzostwo                                                       | III miejsce                                                | 0    |          |
| · Mistrzostwo                                                       | 10. miejsce                                                | 1    | 2016/17  |
| Puchar                                                              | zdobywca                                                   | 0    |          |
| Puchar                                                              | finalista                                                  | 0    |          |
| II liga                                                             | I miejsce                                                  | 0    |          |
| II liga                                                             | II miejsce                                                 | 0    |          |
| II liga                                                             | III miejsce                                                | 1    | 2015/16  |
| Ukraina                                                             | Zdobyte trofea w rozgrywkach Ukrainy (stan na: 31-05-2018) |      |          |

## Piłkarze i trenerzy klubu

### Trenerzy
?
 Serhij Butenko (2015–16.10.2017)
 Maksym Koptiew (16.10.2017–2.11.2017)

## Struktura klubu

### Stadion
Klub rozgrywał swoje mecze domowe w Hali Kompleksu Sportowego SKA w Odessie. Pojemność: 500 miejsc siedzących. W Ekstra-lidze występował w Hali Pałacu Sportu Junist' w Czarnomorsku, dlatego w niektórych źródłach nazywano klub Uni-Laman Czarnomorsk (ukr. «Юні-Ламан» Чорноморськ).

### Sponsorzy
- "Uni-Laman Group"